# Estádio Todoroki Athletics
O Estádio Todoroki Athletics (等々力陸上競技場, Todoroki Rikujō Kyōgi-jō) é um estádio de futebol situado em Kawasaki, Kanagawa, Japão. Sendo a casa do time de futebol japonês Kawasaki Frontale, da J-League.